# Valderiès
Valderiès település Franciaországban, Tarn megyében. Lakosainak száma 828 fő (2022. január 1.). Valderiès Andouque, Le Garric, Rosières, Saint-Jean-de-Marcel és Saussenac községekkel határos.

## Népesség
A település népessége az elmúlt években az alábbi módon változott:
| Lakosok száma | 838  | 824  | 841  | 865  | 852  | 846  | 840  | 834  | 827  | 828  |
|               | 2010 | 2013 | 2015 | 2016 | 2017 | 2018 | 2019 | 2020 | 2021 | 2022 |